# فالنیو
فالنیو (به انگلیسی: Faleniu) یک منطقهٔ مسکونی در ایالات متحده آمریکا است که در ساموآی آمریکا واقع شده‌است. فالنیو ۰٫۶۹ کیلومتر مربع مساحت و ۳٬۴۲۶ نفر جمعیت دارد.